# Epipeltephilus
Epipeltephilus és un gènere extint de mamífers cingulats de la família dels peltefílids que visqueren a Sud-amèrica durant el Miocè superior, fa entre 9 i 10 milions d'anys. Se n'han trobat restes fòssils a les províncies argentines de Buenos Aires i San Juan  i la regió xilena d'Arica i Parinacota. Presentaven osteodermes mòbils i dents molariformes amb forma de mitja lluna. La seva història evolutiva està associada al clima àrid regnant a Sud-amèrica durant el Miocè superior. L'espècie E. kanti és el peltefílid més recent que es coneix.